# Недим Бајрами
Недим Бајрами (алб. Nedim Bajrami; Цирих, 28. фебруар 1999) је албански фудбалер који тренутно наступа за Сасуоло. Игра на позицији везног играча.
Бајрами је наступао за млађе селекције репрезентације Швајцарске, али је 2021. године, након позива из Фудбалског савеза Албаније, одлучио да наступа за Албанију. Његова породица је албанског порекла из Тетова у Северној Македонији.

## Успеси
Емполи
- Серија Б (1) : 2020/21.[8]